# Batocera andamana
Batocera andamana là một loài bọ cánh cứng trong họ Cerambycidae.